# Placówka Straży Granicznej II linii „Leman”
Placówka Straży Granicznej II linii „Leman” – jednostka organizacyjna Straży Granicznej pełniąca służbę ochronną na granicy polsko-niemieckiej w okresie międzywojennym.

## Geneza
Na wniosek Ministerstwa Skarbu, uchwałą z 10 marca 1920 roku, powołano do życia Straż Celną. Od połowy 1921 roku jednostki Straży Celnej rozpoczęły przejmowanie odcinków granicy od pododdziałów Batalionów Celnych. Proces tworzenia Straży Celnej trwał do końca 1922 roku. Placówka Straży Celnej „Leman” weszła w podporządkowanie komisariatu Straży Celnej „Leman” z Inspektoratu SC „Chorzele”.

## Formowanie i zmiany organizacyjne
Rozporządzeniem Prezydenta Rzeczypospolitej Polskiej Ignacego Mościckiego z 22 marca 1928 roku, do ochrony północnej, zachodniej i południowej granicy państwa, a w szczególności do ich ochrony celnej, powoływano z dniem 2 kwietnia 1928 roku Straż Graniczną.
Rozkazem nr 9 z 18 października 1929 roku w sprawie reorganizacji Mazowieckiego Inspektoratu Okręgowego komendant Straży Granicznej płk Jan Jur-Gorzechowski powołał komisariat Straży Granicznej „Leman”. Placówka Straży Granicznej II linii „Leman” znalazła się w jego strukturze. 
Z dniem 15 października 1931 posterunek SG „Kuzie” przeniesiony został do Rydzewa i przydzielony do placówki II linii „Leman”. 
Z dniem 1 stycznia 1932 posterunek SG „Rydzewo” przydzielony został do placówki II linii „Łomża”.
Z dniem 31 grudnia 1933 został zniesiony posterunek SG „Turośl”.

## Kierownicy/dowódcy placówki
| stopień          | imię i nazwisko | okres pełnienia służby |
| ---------------- | --------------- | ---------------------- |
| starszy strażnik | Józef Jaglarz   |                        |
| przodownik       | Antoni Wolski   |                        |